# Postulato di Planck
Il postulato di Planck rappresenta uno dei primi postulati della meccanica quantistica, volto a giustificare la quantizzazione dei livelli energetici di un corpo nero (al cui interno i fotoni risonanti possono essere visti come un insieme statistico di oscillatori armonici quantistici), recita:
Qualsiasi grandezza fisica con un grado di libertà la cui “coordinata” è una funzione sinusoidale del tempo può possedere solo energie totali E tali che sia soddisfatta la relazione
{\displaystyle E=nh\nu \,},
dove {\displaystyle \nu } è la frequenza di oscillazione della grandezza fisica nel tempo, {\displaystyle h} è la costante di Planck ed {\displaystyle n} è un numero intero non negativo.